# Three Sides Live
Three Sides Live è il terzo album dal vivo del gruppo musicale britannico Genesis, pubblicato nel 1982 dalla Charisma Records.

## Brani
Il titolo di questo album viene dall'originale uscita del doppio LP in Nord America ed Europa che conteneva tre lati di materiale dal vivo del tour del 1981 a sostegno del loro album Abacab, e un quarto lato di tracce in studio, tre delle quali formano l'EP uscito nel Regno Unito 3×3 e due b-side registrate durante le sessioni dell'album Duke.
Nell'edizione britannica, invece, il quarto lato presenta dei brani registrati durante i concerti precedenti. Paperlate, a sua volta tratto dall'EP 3×3, raggiunse la top 10 della Official Singles Chart e ha ottenuto un discreto successo negli Stati Uniti.
Il sopracitato quarto lato contiene cinque brani registrati in studio. Tra questi è presente You Might Recall, scartato da Abacab per volere di Ahmet Ertegün (fondatore della Atlantic Records), che preferì Who Dunnit?.
Nel 1994 l'album è stato rimasterizzato nell'edizione internazionale in tutto il mondo, cancellando la prima versione statunitense. Quattro dei cinque pezzi in studio saranno poi pubblicati nel 2000 nel Genesis Archive 2: 1976-1992 Box Set (tutte, tranne Me and Virgil), e tutti e cinque i brani sono stati inseriti sul CD bonus della raccolta Genesis 1976-1982. Nel 2009 la VHS del concerto venne rimasterizzata in DVD, con l'aggiunta di ulteriori tracce bonus, ed inserita in The Movie Box 1981-2007.

## Accoglienza
Alla metà del 1982, dopo la sua pubblicazione, Three Sides Live ha raggiunto il secondo posto nel Regno Unito, il sesto nei Paesi Bassi e il decimo negli Stati Uniti d'America.

## Tracce
Testi e musiche di Tony Banks, Phil Collins e Mike Rutherford, eccetto dove indicato.
Lato A
1. Turn It On Again – 5:16
2. Dodo – 7:19
3. Abacab – 8:47

Lato B
1. Behind the Lines – 5:26
2. Duchess – 6:43
3. Me & Sarah Jane – 5:59 (Tony Banks)
4. Follow You Follow Me – 4:58

Lato C
1. Misunderstanding – 4:06 (Phil Collins)
2. Medley – 11:53 (Tony Banks, Phil Collins, Peter Gabriel, Steve Hackett, Mike Rutherford)
3. Afterglow – 5:14 (Tony Banks)

Lato D (Regno Unito)
1. One for the Vine – 11:04 (Tony Banks)
2. The Fountain of Salmacis – 8:37 (Tony Banks, Phil Collins, Peter Gabriel, Steve Hackett, Mike Rutherford)
3. It/Watcher of the Skies – 7:22 (Tony Banks, Phil Collins, Peter Gabriel, Steve Hackett, Mike Rutherford)

Lato D (resto del mondo)
1. Paperlate – 3:14
2. You Might Recall – 5:27
3. Me and Virgil – 6:17
4. Evidence of Autumn – 4:57 (Tony Banks)
5. Open Door – 4:04 (Mike Rutherford)

## VHS
1. Behind the Lines
2. Duchess
3. Misunderstanding
4. Dodo/Lurker
5. Abacab
6. No Reply At All
7. Who Dunnit?
8. In the Cage Medley (In the Cage / The Cinema Show / The Colony of Slippermen)
9. Afterglow
10. Me and Sarah Jane (filmed at the Savoy)
11. Man on the Corner (filmed at the Savoy)
12. Turn It On Again

Tracce bonus (nell'edizione DVD)
1. Behind the Lines (durata intera)
2. Duchess (durata intera)
3. Me & Sarah Jane
4. Man on the Corner
5. One for the Vine
6. Fountain of Salmacis
7. Follow You, Follow Me

## Formazione
Gruppo
- Tony Banks – tastiera, cori
- Phil Collins – voce, batteria, percussioni
- Mike Rutherford – basso, chitarra, cori
- Steve Hackett – chitarra (in It/Watcher of the Skies)

Altri musicisti
- Daryl Stuermer – chitarra, basso
- Chester Thompson – batteria
- Bill Bruford – batteria (in It/Watcher of the Skies)

## Classifiche
| Classifica (1982) | Posizione massima |
| ----------------- | ----------------- |
| Canada            | 8                 |
| Germania          | 22                |
| Italia            | 12                |
| Norvegia          | 14                |
| Paesi Bassi       | 6                 |
| Regno Unito       | 2                 |
| Stati Uniti       | 10                |
| Svezia            | 49                |
| Svizzera          | 20                |